# Cinco de Mayo
Cinco de Mayo (hiszp. piąty maja) – dobrowolnie obchodzone święto upamiętniające nieoczekiwane zwycięstwo wojsk meksykańskich nad wojskami francuskimi 5 maja 1862 roku w bitwie pod Pueblą. Obchodzone jest głównie w stanie Puebla oraz szeroko w Stanach Zjednoczonych. Mimo umiarkowanego znaczenia w samym Meksyku, święto Cinco de Mayo ma w USA charakter kulturowo-edukacyjny. Wbrew obiegowej opinii, święto to nie jest jednocześnie Dniem Niepodległości Meksyku (zob. Święto państwowe) – dzień ten przypada na 16 września i upamiętnia uniezależnienie się kraju od Hiszpanii w 1810 roku. 
Znaczenie Cinco de Mayo w Stanach Zjednoczonych jest o wiele większe, niż w samym Meksyku. Ma ono na celu upamiętnienie meksykańskiego dziedzictwa współczesnych Amerykanów, podobnie jak Dzień św. Patryka upamiętnia korzenie irlandzkie, Oktoberfest niemieckie, Dzień Kazimierza Pułaskiego polskie, zaś Chiński Nowy Rok – chińskie. Wszystkie te święta obchodzone są szeroko przez Amerykanów niezależnie od ich pochodzenia etnicznego. 
Wśród symboli pojawiających się tego dnia znajdują się tradycyjne meksykańskie ikony, jak Matka Boża z Guadalupe. W wielu szkołach 5 maja odbywają się specjalne uroczystości mające na celu uświadomienie znaczenia historycznego wydarzeń z 1862 roku. 